# Zentralhandelsgesellschaft Ost für landwirtschaftlichen Absatz und Bedarf
Die Zentralhandelsgesellschaft Ost für landwirtschaftlichen Absatz und Bedarf m.b.H. (ZHO; auch: ZO) war eine deutsche Monopolgesellschaft für den landwirtschaftlichen Einkauf und Absatz in den von deutschen Truppen besetzten Gebieten der Sowjetunion während des Zweiten Weltkrieges.

## Gründung
Die Gründung der Gesellschaft erfolgte am 17. Juli 1941 in Berlin auf Initiative des Beauftragten für den Vierjahresplan, Hermann Göring. Die Gesellschaft war Teil der Wirtschaftsorganisation Ost und eine von vielen privaten oder halbstaatlichen Ostgesellschaften, die als befristete Treuhänder eingesetzt waren und Monopole für ganze Branchen in den besetzten Ostgebieten erhielten. Das Gründungskapital wurde mehrheitlich aus staatlichen Mitteln und minderheitlich aus privaten Mitteln der halbstaatlichen Reichsgruppe Handel gestellt. Die sechs Gesellschafter der ZO waren Vereinigungen aus dem deutschen Landwirtschaftssektor und aus dem Handel.
Generaldirektor der ZO war Leonhard Fleischberger, der nach dem Zweiten Weltkrieg Vorstand der Süddeutschen Zucker-AG, Mannheim, war. Dem Aufsichtsrat der ZO gehörten als Vorsitzender Wilhelm Küper, Leiter der Abteilung Erfassung der Chefgruppe Landwirtschaft im Wirtschaftsstab Ost, als stellvertretender Vorsitzender der Chef der Reichsgruppe Handel Franz Hayler, ferner Gustav Schlotterer sowie verschiedene Agrarwirtschafter und Bankmanager an.

## Aufgaben und Tätigkeit
Geschäftszweck war die geschäftliche und technische Durchführung der Ernährungswirtschaft in den von Deutschland besetzten Gebieten der Sowjetunion. Dazu gehörten die zentrale Erfassung, Lagerung und dem Transport der landwirtschaftlichen Produkte sowie die Betreuung der be- und verarbeitenden ernährungswirtschaftlichen Betriebe. Des Weiteren wurden Produktionsmittel und Bedarfsgüter für die dortige Landwirtschaft bereitgestellt. Die politische Lenkung der Ernährungswirtschaft lag für den Zivilbereich beim Reichsministerium für die besetzten Ostgebiete bzw. seinen nachgeordneten Dienststellen und für den unter Militärverwaltung stehenden Teil beim Wirtschaftsstab Ost bzw. den Wirtschaftsinspektionen und -kommandos, die Anweisungen hinsichtlich der Ablieferungsmengen und ihrer Verwendung erteilten und die Führung der Treuhandbetriebe übernahmen.
Im Sommer 1943 beschäftigte die Gesellschaft ca. 6500 deutsche und ca. 500 000 russische Arbeitskräfte. Der Chemiker August Becker war nach 1942 für die Gesellschaft tätig.

## Beteiligungen
Die Zentralhandelsgesellschaft Ost für landwirtschaftlichen Absatz und Bedarf m.b.H. war unter anderem Gesellschafter der Ost-Faser-Gesellschaft m.b.H.